# Masubia
De Masubia is een volk in Namibië dat leeft in de oostelijke Caprivistrip. De Masubia leven van visserij en kleinschalige veeteelt en landbouw.
De Masubia worden tegenwoordig tezamen met andere volken in de Capriviregio aangeduid met de verzamelnaam Capriviërs.
De taal die de Masubia spreken is het Subiya.